# Eubul de Cètia
Eubul (en llatí: Eubulus, en grec antic: Εὔβουλος), fill d'Eufrànor, nascut a Atenes a la demos de Cètia, era un poeta còmic grec que va florir, segons Suides, cap a l'any 376 aC, a la 101 olimpíada.
Practicava la comèdia mitjana, com es llegeix a l'Etymologicum Magnum, tot i que Suides l'enquadra entre la vella comèdia i la mitjana.
Les seves obres eren sobre temes mitològics i alguns d'ells eren paròdies de passatges de poetes tràgics, especialment d'Eurípides. Sovint ridiculitzava a persones destacades de la vida cultural i política del seu temps, com ara Cídies, Filòcrates, Cal·limedó i altres. De vegades ridiculitzava grups de persones, com els tebans. El seu llenguatge era simple i elegant i d'un grec molt pur, imitat per poetes posteriors com Ofelió i Èfip d'Atenes.
Suides diu que va escriure 104 obres, de les quals es conserven uns cinquanta títols i uns cent cinquanta fragments. Les principals són:
grec antic: Ἀγκυλίων, Ἀγχίσης, Ἀμάλθεια, Ἀνασωζωζόμενοι, Ἀντιόπη, Ἄστυτοι, Αὔγη, Βελλεροφόντης, Γανυμήδης, Γλαῦκος, Δαίδαλος, Δαμαλίας, Δευκαλιων, Διονύσιος, Διόνυσος, o Σεμέλη ? Διόνυσος, Δόλων, Εἰρήνη Εὐρ?πη, Ἠχὼ, Ἰξίων, Ἴων, Καλαθηφόροι, Καμπυλίων, (dubtosa), Κατακολλώμενυς (dubtosa), Κερκῶπες, Κλεψύδρα, Κορυδαλός, Κυβευταί, Λάκωνες ἣ Λ´δα, Μήδεια, Μυλωθρίς, Μυσοί, Νάννιον, Ναυσικάα, Νεοττίς, Ξοῦθος, Ὀδυσσεύς, ἢ Παρνόπται, Οἰδίπους, Οἰνόμαος ἢ Πέλοψ, Ὀλβία, Ὀρθάνης, Πάμφιλος, Παννυχίας, Παρμενίσκος, Πλαγγών, Πορνοβοσκός, Προκρίς Προσουσία, ἢ Κύκνος, Στεφανοπώλιδες, Σφιγγοκαρίων, Τιτθαί, Τιτᾶνες, Φοίνιξ, Χάριτες, Χρυσιλλα, i Ψάλτρια.